# Morana (mitologija)
Morána je bila staroslovanska boginja smrti, zime in teme. Njeno ime izvira iz indoevropskega korena »mer«, ki pomeni »umreti«, »zrušiti«. Mnogo slovanskih besed, med njimi slovenske »moriti«, »umreti«, »mora«, »smrt«, »odmor« in druge izhajajo iz istega korena.